# Tomicobia pityophthori
Tomicobia pityophthori är en stekelart som först beskrevs av Boucek 1955.  Tomicobia pityophthori ingår i släktet Tomicobia och familjen puppglanssteklar. Arten är reproducerande i Sverige. Inga underarter finns listade i Catalogue of Life.